# 좀수수치속
좀수수치속은 한반도의 고유 속이다. 이 속에 속한 두 종 모두 처음엔 수수미꾸리속(Niwaella)이었다가 후에 좀수수치속(Kichulchoia)으로 바뀌었다.
' Kichulchoia '라는 속명은 미호종개처럼 최기철 박사의 이름에서 따온 것이며 김익수교수가 붙였다.

## 종
- 수수미꾸리
- 좀수수치